# Мачавариани, Мухран Иванович
Мухра́н Ива́нович Мачавариа́ни (груз. მუხრან ივანეს ძე მაჭავარიანი; 1929 — 2010) — советский и грузинский поэт.

## Биография
Родился 2 апреля 1929 года в селе Аргвети (ныне Грузия). В 1952 году окончил факультет филологии ТбГУ.
В 1957—1963 годах — заведующий отделом поэзии журнала «Цискари»,
в 1964—1967 годах — член сценарной коллегии киностудии,
в 1967—1982 годах — главный редактор журнала «Дила»,
в 1982—1988 годах — главный редактор альманаха «Саундже»,
в 1988—1992 годах — председатель Союза писателей Грузии.
Дебютировал в 1952 году. Автор сборников: «Стихи» (1955), «Должен вас обрадовать» (1957), «Красное солнышко и зелёная трава» (1957), «Путём-дорогой» (1965), «Говори» (1971).
Народный депутат СССР (1989—1991), член Верховного Совета Республики Грузия в 1990—1992 годах.
Скончался 17 мая 2010 года. Похоронен в Пантеоне Мтацминда.

## Награды и звания
- орден Трудового Красного Знамени (1979)
- орден «Знак Почёта» (1966)[3]
- Государственная премия Грузинской ССР имени Шота Руставели (1987)[3]